# Montallegro
Montallegro (Muntallegru trong tiếng Sicilia) là một đô thị của tỉnh Agrigento ở vùng Sicilia, có vị trí cách khoảng 80 km về phía nam của Palermo và khoảng 25 km về phía tây bắc của Agrigento. Vào thời điểm ngày 31 tháng 12 năm 2004, đô thị này có dân số 2.639 người và diện tích là 27,3 km².

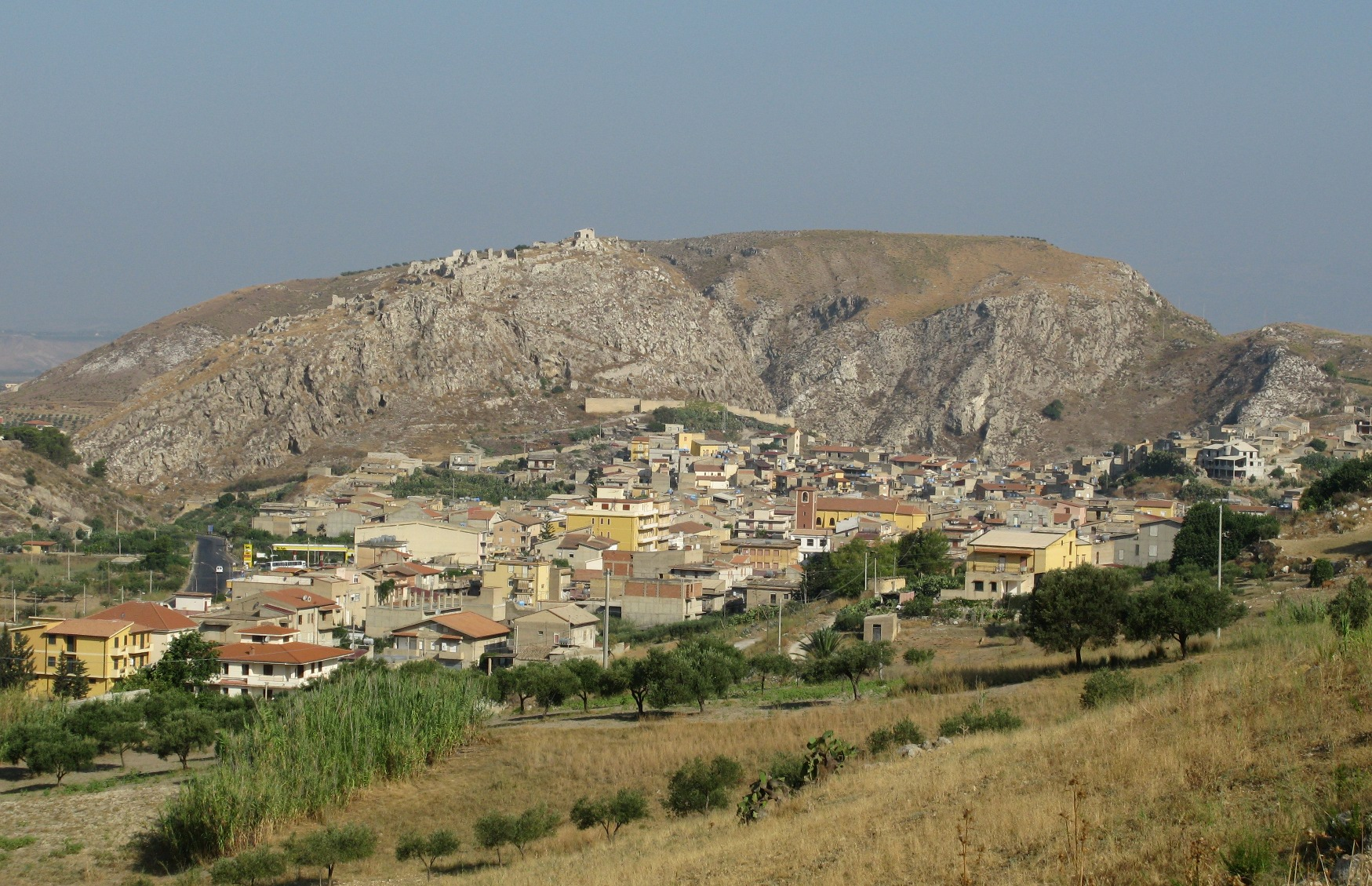
Montallegro

Montallegro giáp các đô thị sau: Agrigento, Cattolica Eraclea, Siculiana.